# Smoke Signals
Smoke Signals – koncertowy album grupy Matching Mole nagrany w 1972 i wydany w 2001 roku.

## Historia i charakter albumu
19 lutego zespół Matching Mole wyruszył na europejską trasę koncertową jako kwintet z Dave'em Sinclairem. Jednak po koncertach 25 i 26 lutego w Theatre 140 w Brukseli w Belgii – Dave Sinclair odszedł z zespołu. Przyczyna była paradoksalnie taka sama, która spowodowała odejście Roberta Wyatta z Soft Machine.
Muzyka Matching Mole zaczęła bowiem ewoluować i z zespołu, który miał wykonywać "proste piosenki" stali się w czasie tej tury koncertowej grupą wykonującą prawie całkowicie instrumentalną, coraz bardziej komplikującą się muzykę, zawierającą elementy art rocka, jazz-rocka, rocka progresywnego oraz coraz dłuższe momenty muzyki całkowicie improwizowanej.
Sam Robert Wyatt przyznał więc w końcu, gdy muzyka Matching Mole stała się dość podobna stylistycznie do muzyki Soft Machine, że najwyraźniej przesadził podając przyczyny odejścia z Soft Machine.
Dave'a Sinclaira zastąpił więc Dave MacRae, który nie bał się improwizacji i znakomicie dostosował się do charakterystycznego koncertu Matching Mole, składającego się przeważnie z jednego bloku muzycznego wykonywanego bez przerw, mimo że zawierał różne kompozycje.

## Muzycy
- Robert Wyatt – perkusja, śpiew
- Dave MacRae – elektryczne pianino
- Phil Miller – gitara
- Bill MacCormick – gitara basowa

## Spis utworów
| 1.  | Intro                      | 0:44  |
|     |                            |       |
| 2.  | March Ides I (McRae)       | 4:22  |
|     |                            |       |
| 3.  | Smoke Rings (McRae)        | 7:51  |
|     |                            |       |
| 4.  | Nan True's Hole (Miller)   | 6:00  |
|     |                            |       |
| 5.  | Brandy as in Benj (McRae)  | 4:22  |
|     |                            |       |
| 6.  | Solo na pianinie (McRae)   | 1:11  |
|     |                            |       |
| 7.  | March Ides II (McRae)      | 4:56  |
|     |                            |       |
| 8.  | Instant Pussy (Wyatt)      | 2:51  |
|     |                            |       |
| 9.  | Smoke Signal (McRae)       | 6:55  |
|     |                            |       |
| 10. | Lything & Gracing (Miller) | 11:48 |
|     |                            |       |
|     |                            | 51:00 |
|     |                            |       |

## Opis płyty
- Data i miejsce nagrania – koncertowe nagrania z tournée po Europie w 1972 r.
- Pomysł i przygotowanie albumu do wydania – Michael King
- Opracowanie cyfrowe i remastering – Matt Murman i Steven Feigenbaum
- Studio – SAE Mastering w Phoenix, Arizona
- Ostateczne cyfrowe korekty – Michael Hearst
- Studio – Urban Geek Studios w Richmond, Wirginia
- Długość – 51:15
- Tekst we wkładce – Aymeric Leroy
- Koordynacja wydania – Steven Feigenbaum
- Okładka – Doo-Dooettes
- Rzeźby (według rysunków Alana Cracknella) i kierownictwo artystyczne – Tom Recchion
- Fotografie zespołu – Fredrik Nilsen
- Firma nagraniowa – USA CD Cuneiform (1972)
- Numer katalogowy – Rune 150
- Data wydania – 22 maja 2001